# Campylocentrus aculeolus
Campylocentrus aculeolus är en insektsart som beskrevs av Leon Fairmaire. Campylocentrus aculeolus ingår i släktet Campylocentrus och familjen hornstritar. Inga underarter finns listade i Catalogue of Life.